# Carlos de Luxán Meléndez
Carlos de Luxán Meléndez (Guadalajara, 1943 - Seattle, 31 de julio de 1987) fue un político socialista español. Era hermano de José María, Adolfo y Javier Luxán Meléndez

## Biografía
Licenciado en Ciencias Políticas y miembro del Partido Socialista Obrero Español (PSOE), participó en las primeras elecciones democráticas en 1977 tras la dictadura franquista obteniendo el escaño al Congreso por la circunscripción electoral de Guadalajara. Dimitió al inicio de 1979 para ser director adjunto del Instituto Nacional del Libro y en 1983, tras el triunfo del PSOE en las elecciones generales de 1982, fue nombrado presidente de la Empresa Nacional de Turismo (ENTURSA). Falleció en Estados Unidos cuando estaba siendo tratado de una leucemia.